# Presidente de Corea del Norte
El Presidente de la República Popular Democrática de Corea se estableció en la Constitución de Corea del Norte en 1972. Hasta entonces Kim Il-sung, gobernante de Corea del Norte, había sido el primer ministro y secretario general del Partido del Trabajo de Corea. En 1972 se creó la presidencia y Kim Il-sung se eligió al mando por la Asamblea Popular Suprema.
Kim fue presidente hasta 1994, año en que murió sin dejar una sucesión formal. 
En 1998, una enmienda a la constitución abolió la presidencia y estableció el título honorífico de Presidente Eterno de la República otorgada a Kim Il-sung.
Actualmente, no hay ningún presidente de la República Democrática de Corea, ya que ese cargo fue abolido en la constitución vigente y los poderes inherentes al mismo divididos entre tres funciones actuales: 
- El presidente del Partido de los Trabajadores de Corea, cargo actualmente ocupado por Kim Jong-un.
- El presidente de la Asamblea Suprema del Pueblo, cargo ocupado por Choe Ryong-hae.
- El presidente de la Comisión Nacional de Defensa, también ocupado por Kim Jong-un.

La constitución vigente divide, de manera formal, el poder de la presidencia entre estos tres cargos, con Kim Jong-Un como gobernante de facto (Con el título de Líder Supremo de Norcorea).